# Bahnebene
Die Bahnebene oder Orbitalebene ist die Ebene der Umlaufbahn eines Himmelskörpers.
Die Bahnebene großer Himmelskörper ist weitgehend konstant gegenüber dem Inertialraum der Fixsterne. Bei Monden und künstlichen Satelliten unterliegt sie jedoch deutlichen Bahnstörungen durch die Abplattung des Zentralkörpers.
Die Konstanz der Bahnebene und der Bahnneigung ist in aller Strenge nur gegeben, wenn die keplerschen Gesetze voll gültig sind. Dies setzt jedoch genau kugelförmige Planeten und das Fehlen jeder Atmosphäre und sonstiger Kräfte voraus. Insbesondere bei Vorhandensein weiterer Körper (Dreikörperproblem) unterliegt die Bahnebene periodischen und säkularen Veränderungen, die bei Planeten einige Bogensekunden pro Jahr ausmachen können. Bei kleineren Körpern (Asteroiden, Kometen) und bei Monden bzw. Satelliten sind sie größer und reichen von Bogenminuten pro Jahr bis zu mehreren Grad pro Tag. Die periodischen Schwankungen können über lange Zeiträume gemittelt werden; die daraus resultierende mittlere Bahnebene wird als Laplace-Ebene bezeichnet.
Bezugsebene zur Definition der sechs Kepler-Bahnelemente ist entweder die Ekliptikebene (die Bahnebene der Erde) oder der Erdäquator. Die Bahnebenen der acht großen Planeten sind nur 1 bis 3 Grad gegen die Ekliptik geneigt – mit Ausnahme von Merkur mit 7 Grad.
Für Teilnehmer an Sternführungen kann die Bahnebene der Erde und genähert auch der Planeten durch eine sogenannte Ekliptikscheibe veranschaulicht werden. Auch auf Himmelsgloben und anderen Instrumente wie der Armillarsphäre wird die Erdbahnebene oft so dargestellt.